# أخبار بزفيد
أخبار بزفيد (بالإنجليزية: BuzzFeed News)‏ كان موقعًا إخباريًا أمريكيًا نشره شركة بزفيد بداية من عام 2011. وتوقف عن نشر محتوى إخباري جديد في مايو 2023. ونشر عددًا من التقارير البارزة، بما في ذلك ملف ستيل، الذي تعرض لانتقادات شديدة بسببه، ووثائق فنسن. وفاز بجائزة جورج بولك، وجائزة سيدني، وجائزة المجلة الوطنية، وجائزة مؤسسة الصحافة الوطنية، وجائزة بوليتزر للصحافة الدولية.

## للقراءة الإضافية
- Owen، Laura Hazard (20 أبريل 2023). "A history of BuzzFeed News, Part I: 2011–2017". Nieman Lab. مؤرشف من الأصل في 2024-12-19. اطلع عليه بتاريخ 2023-04-24.
- Owen، Laura Hazard (21 أبريل 2023). "A history of BuzzFeed News, Part II: 2017–2023". Nieman Lab. مؤرشف من الأصل في 2024-09-19. اطلع عليه بتاريخ 2023-04-24.